# Dell Technologies
Dell Technologies Inc. er en amerikansk multinational it-virksomhed med hovedkvarter i Round Rock, Texas. Virksomheden blev etableret i september 2016 efter en fusion mellem Dell og EMC Corporation. I dag fungerer virksomheden som holdingselskab for Dell og Dell EMC.
Dell's produkter inkluderer computere, servere, smartphones, billedskærme, software, computersikkerhed og it-services.